# Kanton Bouloire
Kanton Bouloire is een voormalig kanton van het Franse departement Sarthe. Kanton Bouloire maakte deel uit van het arrondissement Mamers en telde 6543 inwoners (1999). Het werd opgeheven bij decreet van 24 februari 2014 met uitwerking op 22 maart 2015. Alle gemeenten werden toegevoegd aan het kanton Saint-Calais.

## Gemeenten
Het kanton Bouloire omvatte de volgende gemeenten:
- Bouloire (hoofdplaats)
- Coudrecieux
- Maisoncelles
- Saint-Mars-de-Locquenay
- Saint-Michel-de-Chavaignes
- Thorigné-sur-Dué
- Tresson
- Volnay